# Szapszałtuj
Szapszałtuj (ros. Шапшалтуй) – wieś (dieriewnia) w Rosji, w obwodzie irkuckim, w Ust-Ordyńskim Okręgu Buriackim, w rejonie ałarskim. W 2021 liczyła 39 mieszkańców.